# Alice Cooper (Band)
Alice Cooper, auch bekannt als Alice Cooper Group oder The Alice Cooper Band, ist eine US-amerikanische Rockband um den gleichnamigen Frontmann, die hauptsächlich zwischen den Jahren 1968 bis 1975 aktiv war.

## Geschichte
Im Jahr 1964 gründete Alice Cooper, damals noch als Vincent Furnier, seine erste Gruppe The Earwigs. Die Band war regional bekannt und spielte Beatles-Songs. Ein Jahr später änderte die Band ihren Namen und wurde zu The Spiders; sie spielte Coverversionen, in erster Linie Rolling-Stones- und Yardbirds-Stücke. Im Jahr 1967 änderte die Band abermals ihren Namen und wurde zu The Nazz. Um Verwechslungen mit der gleichnamigen Gruppe von Todd Rundgren zu vermeiden, erfolgte 1968 die Umbenennung in Alice Cooper.
Im Jahr 1968 traf die Band den Musiker Frank Zappa und brachte in den beiden Folgejahren die Alben Pretties for You und Easy Action bei dessen Label Straight Records heraus; beide waren jedoch wenig erfolgreich. Anschließend entwickelte die Band zusammen mit Produzent Bob Ezrin ihren klassischen Sound.
Ab 1970 entwickelte die Band ihre charakteristische Bühnenshow mit Sänger Cooper im Mittelpunkt. Mit einem noch nie dagewesenen Aufwand an Lasereffekten, Kostümen, Make-up und Requisiten aus der Folterkammer führte die Band auf ihren Tourneen grelle Horrorshows auf, in deren Verlauf Cooper mit einer Boa hantierte, große Mengen künstliches Blut vergoss, in Zwangsjacken gesteckt, auf andere Arten gefoltert wurde und als „Höhepunkt“ mittels Hängen oder Enthauptung jeweils seine Hinrichtung simulierte. Zu der charakteristischen Schminke und der Verkleidung wurde Cooper durch ein Mitglied der GTOs gebracht, einer Gruppe Groupies und All-Girl-Band unter der Regie von Zappa, die für ihre grellen Auftritte bekannt waren. Für Kritiker waren die Spektakel Beleg dafür, wie sehr sich eine Band „heutzutage anstrengen muss, um den Schockeffekt zu erzielen, den einst Elvis mit einem einfachen Hüftschwung auslöste“. Zuweilen ging die Rechnung mit der kalkulierten Provokation auf und Coopers Shows riefen die Stadtverantwortlichen auf den Plan. Die Konzerte wurden wegen „Jugendgefährdung“ erst ab 18 Jahren freigegeben. Die Folge: In ihren erfolgreichsten Zeiten waren Cooper-Tourneen regelmäßig ausverkauft. In einem Interview sagte Cooper über seine Bühnenshows: „Bei mir gibt es keine Anspielungen auf den Satanismus. Ich spiele manchmal den Bösen, den Schurken, aber er wird am Ende jedes Mal getötet. Am Schluss ist Auferstehung, es ist Alice im weißen Frack. […] Wir führen ein klassisches morality play auf. Mein Pastor kam einmal in die Vorstellung und sagte, dass er eine Figur zwischen Gut und Böse erlebt habe, wobei am Ende das Gute die Oberhand behielt. Das ist es, was die Bibel im Buch der Offenbarung lehrt: Satan hebt seinen Kopf, doch wird er vernichtet.“
Nachdem die Band mit dem Hit I’m Eighteen aus dem Album Love It to Death 1971 einen ersten größeren Erfolg hatte und auch mit dem Nachfolgealbum Killer weiterhin Furore machte, gelang 1972 mit dem Konzeptalbum School’s Out und dem gleichnamigen Top-10-Hit der endgültige Durchbruch. Das Nachfolgealbum Billion Dollar Babies (1973) war noch einmal ungleich erfolgreicher und machte die Alice Cooper Group zu einer der größten und bedeutendsten Rockgruppen ihrer Zeit. Große Hits dieses Albums waren unter anderem Elected und No More Mr. Nice Guy. Nach dem weniger erfolgreichen Album Muscle of Love (1973) folgte im folgenden Jahr die (niemals offiziell erklärte) Auflösung der Band, um allen Mitgliedern Zeit für Soloprojekte zu geben, die alle – bis auf das des Sängers Alice Cooper (unter anderem Welcome to My Nightmare) – niemals veröffentlicht wurden.
Die Band fand sich später unter dem Namen Billion Dollar Babies noch einmal für kurze Zeit zusammen. Ihr einziges Album war Battle Axe, welches 1977 erschien.
Im Jahr 2025 feierte die Band ein Comeback, an dem die Gründungsmitglieder Bruce, Dunaway, Furnier und Smith beteiligt waren, lediglich der bereits verstorbene Buxton fehlte. Im Juli desselben Jahres erschien das achte Studioalbum The Revenge of Alice Cooper.

## Diskografie
Studioalben

| Jahr | Titel Musiklabel                                 | Höchstplatzierung, Gesamtwochen/‑monate, AuszeichnungChartplatzierungen (Jahr, Titel, Musiklabel, Platzierungen, Wochen/Monate, Auszeichnungen, Anmerkungen) | Höchstplatzierung, Gesamtwochen/‑monate, AuszeichnungChartplatzierungen (Jahr, Titel, Musiklabel, Platzierungen, Wochen/Monate, Auszeichnungen, Anmerkungen) | Höchstplatzierung, Gesamtwochen/‑monate, AuszeichnungChartplatzierungen (Jahr, Titel, Musiklabel, Platzierungen, Wochen/Monate, Auszeichnungen, Anmerkungen) | Höchstplatzierung, Gesamtwochen/‑monate, AuszeichnungChartplatzierungen (Jahr, Titel, Musiklabel, Platzierungen, Wochen/Monate, Auszeichnungen, Anmerkungen) | Höchstplatzierung, Gesamtwochen/‑monate, AuszeichnungChartplatzierungen (Jahr, Titel, Musiklabel, Platzierungen, Wochen/Monate, Auszeichnungen, Anmerkungen) | Anmerkungen                                                   |
| Jahr | Titel Musiklabel                                 | DE | AT | CH | UK | US | Anmerkungen                                                   |
| ---- | ------------------------------------------------ | --- | --- | --- | --- | --- | ------------------------------------------------------------- |
| 1969 | Pretties for You Straight Records (WMG)          | — | — | — | — | US193 (6 Wo.)US | Erstveröffentlichung: 25. Juni 1969                           |
| 1970 | Easy Action Straight Records (WMG)               | — | — | — | — | — | Erstveröffentlichung: 27. März 1970                           |
| 1971 | Love It to Death Straight Records (WMG)          | — | — | — | UK28 (7 Wo.)UK | US35 Platin · (38 Wo.)US | Erstveröffentlichung: 9. März 1971 Verkäufe: + 1.000.000      |
| 1971 | Killer Warner Bros. Records (WMG)                | — | — | CH82 a (1 Wo.)CH | UK27 (18 Wo.)UK | US21 Platin · (54 Wo.)US | Erstveröffentlichung: 27. November 1971 Verkäufe: + 1.000.000 |
| 1972 | School’s Out Warner Bros. Records (WMG)          | DE3 (37 Wo.)DE | AT8 (3 Mt.)AT | CH83 a (1 Wo.)CH | UK4 (20 Wo.)UK | US2 Platin · (32 Wo.)US | Erstveröffentlichung: 30. Juni 1972 Verkäufe: + 1.020.000     |
| 1973 | Billion Dollar Babies Warner Bros. Records (WMG) | DE9 (29 Wo.)DE | AT4 (4 Mt.)AT | — | UK1 (23 Wo.)UK | US1 Platin · (50 Wo.)US | Erstveröffentlichung: 25. Februar 1973 Verkäufe: + 1.085.000  |
| 1973 | Muscle of Love Warner Bros. Records (WMG)        | — | — | — | UK34 (4 Wo.)UK | US10 Gold · (21 Wo.)US | Erstveröffentlichung: 20. November 1973 Verkäufe: + 500.000   |
| 2025 | The Revenge of Alice Cooper earMusic (Edel)      | DE2 (… Wo.)DE | AT3 (… Wo.)AT | CH2 (… Wo.)CH | UK9 (… Wo.)UK | — | Erstveröffentlichung: 25. Juli 2025                           |

grau schraffiert: keine Chartdaten aus diesem Jahr verfügbar